# Беляев, Борис Иосафович
Борис Иосафович Беляев (7 декабря 1928 — 30 июля 2023) — советский инженер-механик, специалист в области организации производства по созданию ядерного оружия, лауреат Ленинской премии (1963).

## Биография
Родился в 1928 году в  городе Вельске ныне Архангельской области.
С 1952 года после окончания Московского автомеханического института был направлен в город Свердловск, работал — инженером-технологом, заместителем начальника цеха, заместителем начальника ОТК, а с 1957 года — главным технологом ОАО «УКЗ» Уральского компрессорного завода. 
С 1959 года работал в системе атомной промышленности СССР. С 1959 года направлен в закрытый город Челябинск-70, где работал — начальником цеха, заместителем главного технолога и главным технологом, начальником производственно-диспетчерского отдела, заместителем главного инженера по производству, главным инженером и с 1967 года директором Опытного завода №1 ВНИИТФ. С 1981 по 1988 годы — главный инженер ВНИИТФ. Б. И. Беляев внёс большой вклад в создание и развитие спецтехнологий и организацию производства сверхмощных ядерных зарядов.
С 1980 по 1990 годы избирался депутатом городского Совета депутатов трудящихся и членом ГК и Бюро ГК КПСС  города Челябинск-70. С 2006 года — председатель Общественной палаты города Снежинска.

## Награды
Источники:

### Ордена
- Орден Ленина  (1969)
- Орден Октябрьской революции  (1974)
- Орден Трудового Красного Знамени (1981)
- Орден «Знак Почёта»  (1961)

### Премии
- Ленинская премия (1963)

### Знаки отличия
- Почётный гражданин города Снежинска (2007) — «за большие достижения в трудовой деятельности, выдающийся вклад в развитие производственной и социальной сферы города, активное участие в общественной жизни и в связи с 50-летием города»[2]